# Восточный административный округ (Тюмень)
Восточный административный округ — одна из четырёх административно-территориальных единиц города Тюмени, самый молодой и самый маленький округ Тюмени.
Большая часть территории Восточного округа расположена южнее разделяющей город железной дороги. Меньшая часть округа за железной дорогой расположена на северном берегу озера Андреевского. На территории округа находится Тюменская ТЭЦ-2.

## Население
| 2002     | 2012     | 2013     | 2014     | 2015     | 2016     | 2017     |
| -------- | -------- | -------- | -------- | -------- | -------- | -------- |
| 157 505  | ↘142 124 | ↗149 558 | ↗156 936 | ↗163 677 | ↗171 455 | ↗179 336 |
| 2018     | 2019     | 2020     | 2021     |          |          |          |
| ↗187 114 | ↗193 984 | ↗200 324 | ↗254 119 |          |          |          |

## История
Образован 21 марта 2008 года путём выделения из части Ленинского административного округа.